# Дургут Едиповски
Дургут Едиповски (на македонска литературна норма: Дургут Едиповски) е политик от Социалистическа република Македония.

## Биография
Роден е в град Кратово на 17 октомври 1937 година. От 1959 година става член на МКП. През 1961 година завършва Икономическия факултет на Скопския университет. Между 1961 и 1965 е съветник по строително занаятчийство към регионалната стопанска камара на Скопие. В отделни периоди е помощник-секретар и заместник-секретар на Стопанската камара на Македония, секретар на секретариата за индустрия и рударство към Стопанската камара на Македония. Между 1978 и 1986 година е член и републикански секретар за общостопански работи и пазар към Изпълнителния съвет на Социалистическа република Македония. Между 1986 и 1991 е делегат и заместник-председател на Събранието на СРМ.